# Villa Felseck
La Villa Felseck è una storica residenza di Castelrotto in Alto Adige.

## Storia
La villa venne eretta nel 1904 secondo il progetto dell'architetto Ignaz Vaja su commissione del pittore Eduard Burgauner.
La proprietà è posta sotto tutela come monumento in seguito a una delibera della giunta provinciale altoatesina dell'11 gennaio 1983.

## Descrizione
La villa presenta uno stile art-nouveau che non manca di influenze neobarocche. Un erker a torretta di pianta ottagonale caratterizza il prospetto rivolto verso la strada. Le facciate sono decorate da pregiati dipinti realizzati dallo stesso Burgauner raffiguranti, tra gli altri, immagini di vita contadina attraverso i dodici mesi dell'anno e scene della Bibbia con degli angeli.

## Galleria d'immagini

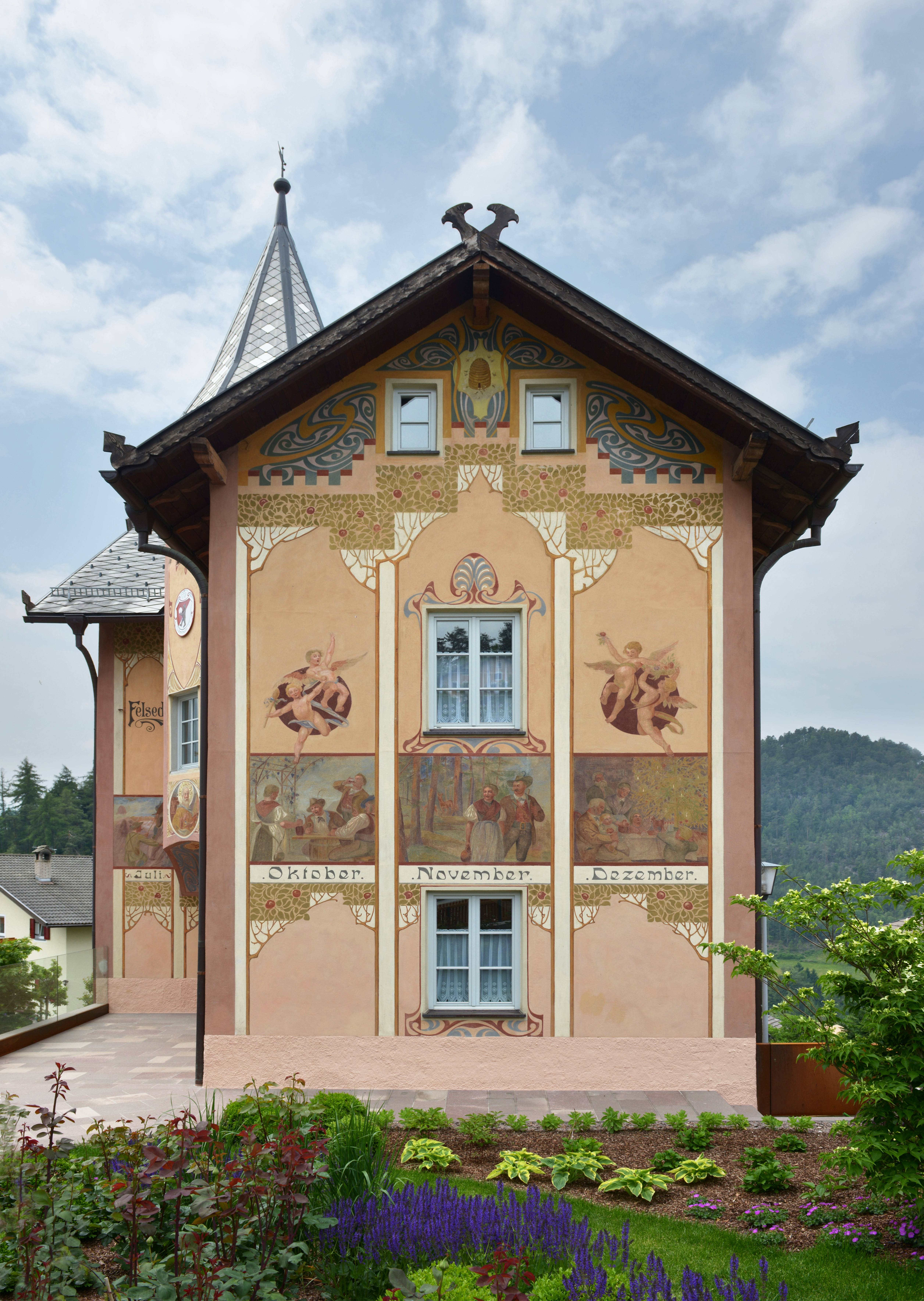
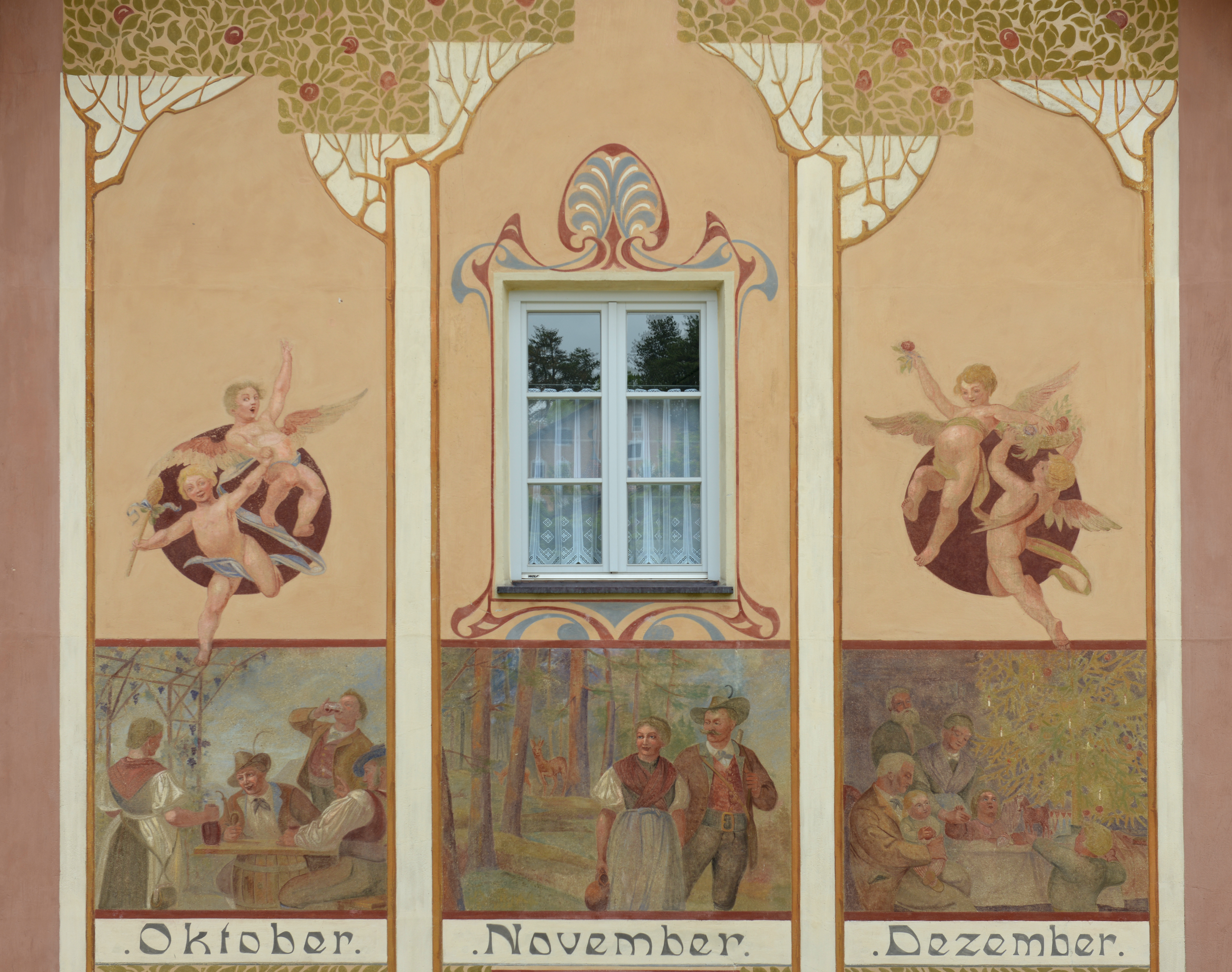
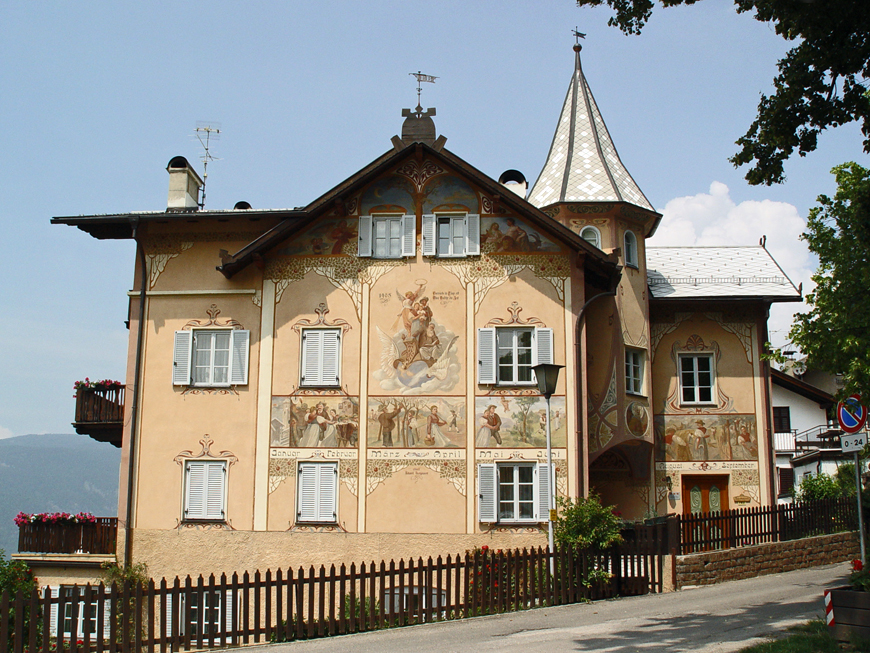